# رمانة الميزان (مسلسل)
رمانة الميزان هو مسلسل مصري عُرض في رمضان 2008 وتدور أحداثه في إطار بوليسي اجتماعي، ومن بطولة بوسي، سامي العدل، محمد رمضان، رانيا يوسف وراندا البحيري.

## قصة المسلسل
وجدان (مديرة لإدارة الشئون القانونية بإحدى الشركات الكُبرى) تعيش حياة هائة مع زوجها سالم (قاضي) وقد قاما بتربية أولادهما على القيم والأخلاق الحميدة والمبادئ القويمة، لكن سرعان ما يحدث ما يُعكر صفو حياتهما حيث يتعرض القاضي سالم أبو المجد للتهديد من إحدي العصابات الإجرامية ليتعرَّض بعدها للموت نتيجة حادث مروري بطريق مصر اسكندرية وهو ذاهب إلى إحدى أهم القضايا التي تشغل المجتمع والرأي العام في مصر.. لتجد وجدان نفسها في موقف لا تُحسد عليه بعد حفظ التحقيق في حادث موت زوجها باعتباره حادثاً عادياً قضاءً وقدراً؛ لكن وجدان أيقنت أنه كان حادثاً مُدبَّراً من تشكيل عصابي مُتورِّط في قضية فساد كبيرة بقيادة بعض كبار المسئولين لقتل زوجها القاضي سالم أبو المجد... تتصاعد الأحداث لتُصرّ وجدان على إيجاد قتلة زوجها ورفيق عُمرها وتقديمهم للعدالة أمام الرأي العام.

## إلقاء الضوء علىالطبقة المتوسطةمن المجتمع
في 10 أكتوبر 2008، صرَّحت بطلة مسلسل رمانة الميزان، بوسي، في حديث صحفي لجريدة البيان الإماراتية: أنها انجذبت للعمل في المسلسل لأنه مكتوب بشكل جيد، ويتناول قضية الطبقة المتوسطة في مصر، كما أشارت بوسي إلى إلقاء مسلسل رمانة الميزان الضوء على المظالم التي تحيط بالطبقة المتوسطة بالمجتمع، ووصفتها بالطبقة الاجتماعية الثريَّة جداً في قضاياها وثقافاتها كما أنها تتيح للفنان مساحة كبيرة من الإبداع، وقالت بوسي: «الكاتبة فتحية العسال تناولت الموضوع بحساسية شديدة لأنها عاشت وسط هذه الطبقة غير أن شخصية "وجدان" كانت شخصية ثرية وجديدة عليّ، وهذا بالفعل ما شجعني أن أقوم بهذا الدور،» وتابعت بوسي، بطلة مسلسل رمانة الميزان، «أغلب الجمهور يعاني من مشاكل اجتماعية منها المُعلن ومنها غير المُعلن، وعندما يكون العمل مكتوباُ بشكل جيد، ويتناول القضايا الاجتماعية بموضوعية، ويضع ملامح علاجها أو على الأقل يكشف مكمن الخلل فهذا يعني أن الكاتب احترم عقول الناس، وبالتالي يتفاعل مع مثل هذه الأعمال، وأهم ما يميز العمل هو أسلوب الطرح، ويُعتبر الفيصل في أي منافسة مع الأعمال الأخرى.»

## الممثلون
| الاسم          | الدور              | الاسم             | الدور          | الاسم           | الدور                |
| -------------- | ------------------ | ----------------- | -------------- | --------------- | -------------------- |
| بوسي           | وجدان              | سامي العدل        | فريد السيوفي   | دينا            | لواحظ فرغلي          |
| راندا البحيري  | حنان سالم أبوالمجد | رانيا يوسف        | سلمى أبو المجد | سهر الصايغ      | أمل                  |
| محمد رمضان     | عطية فرغلي         | طلعت زين          | فوزي مصيلحي    | خيرية أحمد      | إيفون                |
| سامي مغاوري    | أشرف               | المرسي أبو العباس |                | هناء عبد الفتاح | ضيف شرف              |
| ياسمين رحمي    | ضيفة شرف           | صفاء الطوخي       | ضيف شرف        | رياض الخولي     | القاضي سالم أبوالمجد |
| أحمد فلوكس     | حازم سالم أبوالمجد | سامح الصريطي      | حسن السكري     | أحمد خليل       | زهدي                 |
| محمد أبو داوود | علي عامر           | أيمن عزب          | صلاح عبدالحميد | سعيد صديق       | عوني                 |
| محمد فريد      | عم فرغلي           | عبد الرحيم حسن    | مدحت           | حنان سليمان     | وداد                 |
| نهى العمروسي   | ضيفة شرف           | محمد صلاح         | ضيف شرف        | حنان عادل       | طفلة                 |